# Roses of Prince Charlie
로지스 어브 프린스 찰리(영어: Roses of Prince Charlie)는 스코틀랜드의 2인조 셀틱 포크 그룹인 더 코리스의 멤버 로니 브라운이 작사 및 작곡한 대중가요이다. 1973년경에 작사 및 작곡되었고, 1974년에 처음 발표되었다.

## 발음
대한민국의 외래어 표기법에 따르면 '로지스 어브 프린스 찰리' 로 표현하는 것이 표준이다. 그러나 대부분의 스코틀랜드인들은 'Charlie'를 '체얼리'에 가깝게 발음한다.

## 배경
이 곡에 나오는 찰리 왕자, 곧 프린스 찰리(Prince Charlie)는 명예혁명으로 쫓겨난 제임스 2세(잉글랜드 기준. 스코틀랜드 기준으로는 제임스 7세)의 손자인 찰스 에드워드 스튜어트를 가리킨다. 찰스 에드워드 스튜어트는 1745년에 일어난 마지막 재커바이트의 반란을 주도한 인물이며, 1746년에 스코틀랜드의 재커바이트 군과 잉글랜드군이 맞붙은 마지막 전투인 컬로든 전투를 지휘하였다. 1절에 나오는 'Bonnie Prince'는 찰리 왕자의 별명이다.(bonnie는 스코트어로 아름답다는 뜻이다.) 찰리 왕자의 상징물은 흰 장미꽃이었다. 후렴구에 나오는 'White is the blossom' 은 이 장미꽃의 색깔을 나타낸 것이다.

## 내용 분석
로이 윌리엄슨의 '스코틀랜드의 꽃' (Flower of Scotland)와 마찬가지로 자연물을 통해 시상을 펼쳐 나가고 있다. 곡의 시작과 끝, 각 절의 사이사이에 나오는 후렴구에서는 찰리 왕자의 장미꽃에 대해 묘사하고 있으며, 청자에게 스코틀랜드를 위해 적극적으로 행동할 것을 촉구하고 있다. 1연의 1행에서는 '스코틀랜드의 꽃' 에서도 다루고 있는, 1314년에 배넉번에서 스코틀랜드 왕 로버트 1세가 잉글랜드 왕 에드워드 2세를 물리친 배넉번 전투의 승리를 상기시키고 있다. 배넉번 전투는 한국으로 따지자면 이순신 장군이 일본군을 격퇴한 한산도 대첩이나 김좌진 장군이 일본군을 크게 이긴 청산리 대첩에 견줄 수 있는, 잉글랜드에 맞서 스코틀랜드가 거둔 대승이다. 2행과 3행에서는 1513년에 제임스 5세가 이끈 스코틀랜드군이 아라곤의 캐서린이 이끈 잉글랜드군에 참패한 플로든 전투와, 1746년에 찰리 왕자가 이끈 스코틀랜드 재커바이트 군이 잉글랜드군에 참패한 컬로든 전투를 상기시키며 설욕을 권유(Fight again)하고 있다. 4행의 'Roses of Prince Charlie'는 이 곡의 소재인 동시에 시상의 중심에 놓여 있는 자연물이다. 2연에서는 새로운 세계(new world)를 만들어 낸(Carved out) 원동력으로 먼 곳으로 쫓겨난 사람들의 품고 있던 정신(Spirits of the banished in far and distant lands)을 들고 있으며, 뒤이어 땀(sweat), 피(blood), 손(hand)을 들고 있는데, 이는 노력과 희생, 헌신과 실천 등을 상징한다고 볼 수 있다. 3연은 스코틀랜드의 미래를 위해 필요한 성장 아이템들을 언급하고 있는데, 1행의 이탄과 석탄(peat and coal), 2행의 선박(ships), 3행의 생명의 물(water of life), 4행의 검은 황금(black gold)과 물고기(fishes)가 그것이다. 생명의 물은 스코틀랜드의 명주인 스카치 위스키를 지칭한다. 위스키의 어원은 게일어로 '생명의 물'이라는 뜻이다. 4행의 검은 황금은 석유를 비유할 때 흔히 쓰이는 표현이다. 스코틀랜드는 산유국으로, 북해에 매장된 엄청난 양의 석유를 통해 경제적 이익을 얻고 있다. 구체적으로는, 스코틀랜드의 항구 도시인 애버딘 근해의 북해 유전에서 생산되는 북해산 석유를 뜻한다. 여기에 언급된 것들은 모두 스코틀랜드가 보유한 소중한 아이템들로, 한국의 자동차, 반도체, 조선, 이동통신, 인삼 등과 마찬가지로 스코틀랜드 경제에 큰 뒷받침이 될 수 있는 것들이다. '스코틀랜드의 꽃' 과 마찬가지로, 이 곡도 스코틀랜드의 과거를 상기시키고, 미래, 곧 광복(잉글랜드로부터의)에 대한 희망을 노래함으로써 스코틀랜드의 민족 감정을 자극하고 있다. '스코틀랜드의 꽃' 과 다른 점은 밝은 미래를 위해 필요한 구체적인 성장 아이템들을 언급하고 있으며, 훨씬 더 밝은 미래에 대한 희망이 강조되고 있다는 것이다. 1974년에 나온 'Live from Scotland Volume 1'에 처음 등장하며, '스코틀랜드의 꽃' 등 다른 포크송들과 함께 들어 있다. 최근에는 백파이프로도 많이 연주된다.
(이상 모든 괄호 및 따옴표 안에 인용된 단어 및 문장의 저작권: ⓒ The Corries (Music) Ltd.)

## 연주 악기
더 코리스가 발매한 앨범(1974년의 'Live From Scotland Volume 1 등)에서는 기타 2대로 연주되었다.